# Абрикосова книгарня
«Абрикосова книгарня» — це роман української авторки Орести Осійчук, уперше опублікований 2021 року видавництвом «Наш формат». Цей твір поєднує дві часові лінії: життя дев'ятирічного хлопчика початку ХХ століття та чоловіка початку ХХІ століття. Обидва герої мають однакове ім'я — Михайло Фариняк.

## Сюжет

### Перша лінія твору (початок ХХ століття)
Події розгортаються на Галичині. Головний герой — дев’ятирічний Михайло Фариняк, якого мати змушена віддати на виховання до родичів покійного чоловіка через скрутне матеріальне становище. Він потрапляє до будинку вуйка Стефана та цьоці Касі.
Вуйко Стефан — власник книгарні, дуже добрий чоловік, любить свою справу і мріє, щоб його племінник також полюбив читання. Цьоця Кася — строгай непривітна жінка, яка спочатку зневажливо ставиться до хлопчика і не вважає його частиною сім’ї.
Життя у новому домі здається Михайлові важким. Його не приймають як рівного, цьоця ставиться до нього як до зайвого рота і єдиним світлом у цьому світі стає книгарня вуйка. Михайло поступово починає звикати до нового середовища, а книги стають для нього відрадою.
Паралельно у хлопчика розвиваються дружні стосунки з іншими дітьми. Він знаходить найкращого друга Ромка, закохується в дівчинку Іренку, а також розрадою в житті хлопчика стають дві вовчиці — Ане та Рі, яких Місько виховує, як домашніх улюбленців. Разом вони переживають пригоди, досліджують місто та стикаються з першими серйозними випробуваннями у своєму житті.
Іноді хлопчика наздоганяють чутки про те, що рідна мама насправді покинула його заради якогось чоловіка, а не поїхала заробляти гроші. У його душі зароджуються злість, образи та нерозуміння, а роль мами в його житті стає болісним спогадом.

### Друга сюжетна лінія (початок ХХІ століття)
Історія переносить читача у ХХІ століття, де живе інший Михайло Фариняк — молодий хлопець, який прагне дослідити історію відомого маєтку родини Фариняків. Одного разу чоловік отримав дуже важливий документ від свого прадідуся, який повністю перевернув його світ: виявилося, що його сім'я тісно пов'язана з життям Міська з ХІХ століття. Випадково в кав'ярні він познайомився з офіціанткою, яку також звати Іренка, і вона допомагає чоловікові розгадати таємниці минулого і дослідити історію свого роду з прадавніх часів.

## Відгуки
Роман «Абрикосова книгарня» зібрав безліч позитивних відгуків серед читачів та критиків.
«Чудовий роман! Хвацька, класна, професійна робота! Я з великим задоволенням прочитав цей текст. Жива, яскрава, соковита мова; виразний авторський стиль; чудові герої (Щур і Павук - це взагалі моя велика любов!); неймовірно інтрижний, дуже щемкий і справжній сюжет; ціла гармонія різноманітних смислів, які читач глибоко переживе разом з героями», зазначив Іван Андрусяк, письменник, керівник Дитячої редакції видавництва "Наш Формат" .
«Дуже атмосферний текст із багатою мовою, ретельно виписаним історичним тлом, мовленням і деталями. Герої "Абрикосової книгарні" прописані так, що ти відразу їм співпереживаєш, любиш їх і готова простити їм усякі дрібні капості», зазанчила письменниця та літературна критикиня Ольга Купріян.